# 가야문화연구원
가야문화연구원은 가야문화의 연구․개발, 전통승계, 복원보존을 통하여 민족의영원한 번영에 기여할 목적으로 1987년 4월 30일 설립된 문화체육관광부 소관의 재단법인이다. 사무실은 서울특별시 중랑구 신내역로 65 (신내동)에 있다.

## 주요 사업
- 가야사 연구, 가야문화 연구개발
- 가야유적의 발굴보존
- 가야사와 가야문화에 대한 연구발표회, 전시회 등 개최